# Ray Gillen
Raymond A. "Ray" Gillen (12. května 1959, New York City, New York, Spojené státy – 1. prosince 1993, New York City, New York, Spojené státy) byl americký zpěvák a hráč na harmoniku, který se nejvíce proslavil ve skupině Badlands. Krátce také hrál ve skupinách Black Sabbath a Phenomena.

## Diskografie

### Rondinelli
- Wardance (nahráno přibližně 1985, vydáno 1996)

### Black Sabbath
- The Eternal Idol

### Phenomena
- Dream Runner (1987)

### Blue Murder
- It's Too Late (demo) (nahráno přibližně 1988)

### Badlands
- Badlands (1990)
- Voodoo Highway (1991)
- Dusk (1998)

### Sun Red Sun
- Sun Red Sun

### Savatage
- "Strange Wings" on the Hall of the Mountain King album

### George Lynch
- "Flesh and Blood" on Sacred Groove (1993)